# Eilat
Eilat (også Elath eller Elat) (hebraisk: אילת) ligger på Israels sydspids i Negev-ørkenen ved det Røde Hav. Den er Israels eneste havneby ved dette hav og er desuden en ferieby med koralrev, strand og sol hele året. Byen besøges af ca. 1 million turister om året. Byens atmosfære er om muligt endnu mere afslappet end i resten af landet, og området er et paradis for dykkere og ornitologer og et godt udgangspunkt for ørkenture.
Eilat er nærmest en stor hotel- og ferieby med utallige spisesteder, indkøbscentre, sportsmuligheder, fritidsaktiviteter, badestrande og et hektisk natteliv. Byen er en tax-free zone (momsfri).
Eilat omfatter centrum med bl.a. busstation, indkøbscentre og natteliv, North Beach med de fleste hoteller, marina og natteliv, Coral Beach syd for byen hvor alt undervandsliv foregår, beboelseskvartererne på de vestlige bjergsider, industri- og erhvervsområde i den nordlige del af byen og havnen syd for Eilat.
I Eilat er der en mindre lufthavn (kun indenrigsflyvning) og ca. 60 km nord for byen ligger Ovda-lufthavnen, der bruges til store fly og udenrigsflyvning.
Fra Eilat er det muligt at krydse grænsen til Akaba i Jordan og Taba/Sinai i Egypten. Uden for byen er der ørken og bjerge, så langt øjet kan se.
Eilat ligger på trækfugleruten mellem Afrika og Europa, og om foråret og efteråret overflyves området af millioner af trækfugle.
Det moderne Eilat er opkaldt efter den historiske by Eilot, der er omtalt i Biblen, og som har ligget i bugten nær ved Aqaba (i dag Jordan). I den britiske mandatperiode var Eilat en udørk med en lille engelsk politistation, hvor det nuværende Eilat ligger. Det moderne Eilat blev grundlagt i 1951.
Eilat er en strategisk vigtig by for Israel, da det er landets eneste adgang til Det Røde Hav, og det var netop Egyptens blokering af Tiranstrædet, og derved Eilat, der var den direkte årsag til Suezkrigen.
Eilat har ca. 44.000 indbyggere.

## Klima
Om sommeren er det meget varmt i Eilat, idet temperaturen i løbet af dagen kan nå op på 30-45 Cº mens den om vinteren normalt ikke kommer under 20 Cº midt på dagen – luftfugtigheden gør for det meste varmen behagelig. Området har omkring 359 solskinsdage om året og det regner kun få dage om vinteren. I Det Røde Hav er vandtemperaturen altid omkring 21-25º, hvilket gør kombinationen af det klare vand, varmen og det høje saltindhold til et godt miljø for farverige koraller, tropiske fisk og dykning (undervandsaktiviteter).
| Vejr for Eilat                  | Vejr for Eilat | Vejr for Eilat | Vejr for Eilat | Vejr for Eilat | Vejr for Eilat | Vejr for Eilat | Vejr for Eilat | Vejr for Eilat | Vejr for Eilat | Vejr for Eilat | Vejr for Eilat | Vejr for Eilat | Vejr for Eilat |
|                                 | Jan            | Feb            | Mar            | Apr            | Maj            | Jun            | Jul            | Aug            | Sep            | Okt            | Nov            | Dec            | År             |
| ------------------------------- | -------------- | -------------- | -------------- | -------------- | -------------- | -------------- | -------------- | -------------- | -------------- | -------------- | -------------- | -------------- | -------------- |
| Gennemsnitlig maks °C           | 20,8           | 22,1           | 25,5           | 31,1           | 35,4           | 38,7           | 40,9           | 40,8           | 37,3           | 33             | 27,2           | 22,3           | 31,3           |
| Gennemsnitlig min °C            | 9,6            | 10,6           | 13,6           | 17,8           | 21,5           | 24,2           | 25,9           | 26,2           | 24,5           | 21             | 15,5           | 11,2           | 18,5           |
| Gennemsnitlig nedbør mm         | 4              | 6              | 4              | 2              | 1              | 0              | 0              | 0              | 0              | 4              | 4              | 6              | 31             |
| Kilde (20. april 2017): TurVejr |                |                |                |                |                |                |                |                |                |                |                |                |                |